# ميغيل ميركادو
ميغيل ميركادو (بالإسبانية: Miguel Mercado)‏ (30 أغسطس 1975 في بوليفيا - ) هو مدرب كرة قدم ولاعب كرة قدم بوليفي في مركز جناح ‏. شارك مع منتخب بوليفيا لكرة القدم. أما مع النوادي، فقد لعب مع ديفينسور سبورتينغ وذي سترونغيست ونادي بوليفار ونادي خورخي ويلسترمان ونادي ديبورتيفو سان خوسي.

## وصلات خارجية
- ميغيل ميركادو على موقع الاتحاد الدولي (مؤرشف)  (الإنجليزية)
- ميغيل ميركادو على موقع قاعدة بيانات كرة القدم.إي يو (الإنجليزية)
- ميغيل ميركادو على موقع ناشيونال فوتبول تيمز (الإنجليزية)
- ميغيل ميركادو على موقع عالم كرة القدم.نت (الإنجليزية)